# Kimiko Date
Kimiko Date (伊達 公子, Date Kimiko) (Kyoto, 28 de setembre de 1970) és una extennista professional japonesa. Va arribar a les semifinals de l'Open d'Austràlia de 1994, de l'Open de França (Torneig de Roland Garros) de 1995 i del Torneig de Wimbledon de 1996, i va guanyar l'Open del Japó quatre vegades. Va assolir el rànquing més alt de la seva carrera com a número 4 mundial el 1995 i es va retirar del tennis professional el novembre de 1996.
Va tornar al tennis gairebé 12 anys després, anunciant una reaparició inesperada l'abril de 2008. Després va guanyar el seu vuitè títol WTA a l'Open de Corea del 2009, convertint-se en la segona millor jugadora de l'Era Open, després de Billie Jean King, en guanyar un títol individual a la gira de la WTA. El 2013 va guanyar tres títols d'aquesta gira en dobles i a l'Open dels Estats Units del 2014, amb 43 anys, per primera vegada a la seva carrera va arribar a les semifinals d'un torneig de dobles del Grand Slam. Date va anunciar la seva jubilació definitiva el setembre de 2017.

## Carrera professional

### 1989-1996
Date va començar la seva carrera professional el 1990 arribant a la quarta ronda de l'Open d'Austràlia, on va ser derrotada per la quarta cap de sèrie Helena Suková. L'any següent, i és número 112 del rànquing mundial, va quedar subcampiona a Los Angeles, derrotant a la número 3 del món, Gabriela Sabatini, abans de perdre a la final davant Monica Seles.
L'any 1992 va derrotar Arantxa Sánchez Vicario al Pan Pacific Open i va arribar a les semifinals. També va guanyar l'Open del Japó, va arribar a les semifinals del Mizuno World Ladies Open i va arribar a la quarta ronda a Roland Garros. També va participar en els Jocs Olímpics de Barcelona, perdent a la segona volta. A finals d'any, va rebre el premi a la millor jugadora de l'any de la WTA.
Date va tornar a guanyar l'Open del Japó l'any 1993. Va ser subcampiona de l'Open femení d'Àsia i de la Nichiray Ladies Cup. Va arribar a les semifinals dels campionats de Lipton derrotant a Mary Joe Fernández. A l'Open dels Estats Units, va arribar als quarts de final superant a Jana Novotná a la quarta ronda.
El 1994 guanyava l'Internacional de Sydney al gener, derrotant a la número 4 del món, Conchita Martinez, i Mary Joe Fernandez, fet que li va permetre entrar al top 10 del món per primera vegada. Va tornar a vèncer a Martínez la setmana següent a l'Open d'Austràlia, de camí a la seva primera semifinal de Grand Slam. Aquell any Date va guanyar el seu tercer Open consecutiu del Japó i als Jocs Asiàtics de 1994 va aconseguir l'or en individual femení. A les finals de la WTA de finals d'any va tornar a derrotar Martínez, abans de perdre a les semifinals contra l'eventual campiona Sabatini, en tres sets.
La data li va guanyar primer, i només, Tier jo el torneig a l'Oceà Pacífic de Cassola Obre dins 1995, derrotant Martinez i Lindsay Davenport al títol. Sigui també corredora-amunt en el tier un Miami Oberta, derrotant Sabatini abans de perdre a Graf en conjunts rectes. La data derrotada Davenport un altre cop en la seva manera a les semifinals del francès Obert, va assolir el quarterfinals a Wimbledon, i era corredor-amunt dins Tòquio i Estrasburg, assolint una carrera-alt ranking de Cap. 4 dins novembre 1995.
El 1996 va guanyar tant en individual com en dobles a l'Open del Japó. A la Fed Cup, per primera i única vegada va derrotar a la número 1 del món, Stefi Graf, guanyant-la per 7–6, 3–6, 12–10. A Wimbledon va vèncer a la número 2 del món, Conchita Martinez, a la quarta ronda i la francesa Mary Pierce als quarts de final, abans de perdre contra la campiona Graf a les semifinals en tres sets. Date va derrotar a Martínez a les semifinals i la número 2 del món, Arantxa Sánchez Vicario, a la final de San Diego i va arribar als quarts de final als Jocs Olímpics d'Estiu de 1996. Al setembre d'aquell any va anunciar la seva retirada, als 25 anys, i va jugar el seu darrer partit a les finals de la WTA, perdent davant Martina Hingis als quarts de final.

### Segona part de la carrera (2008-2017)

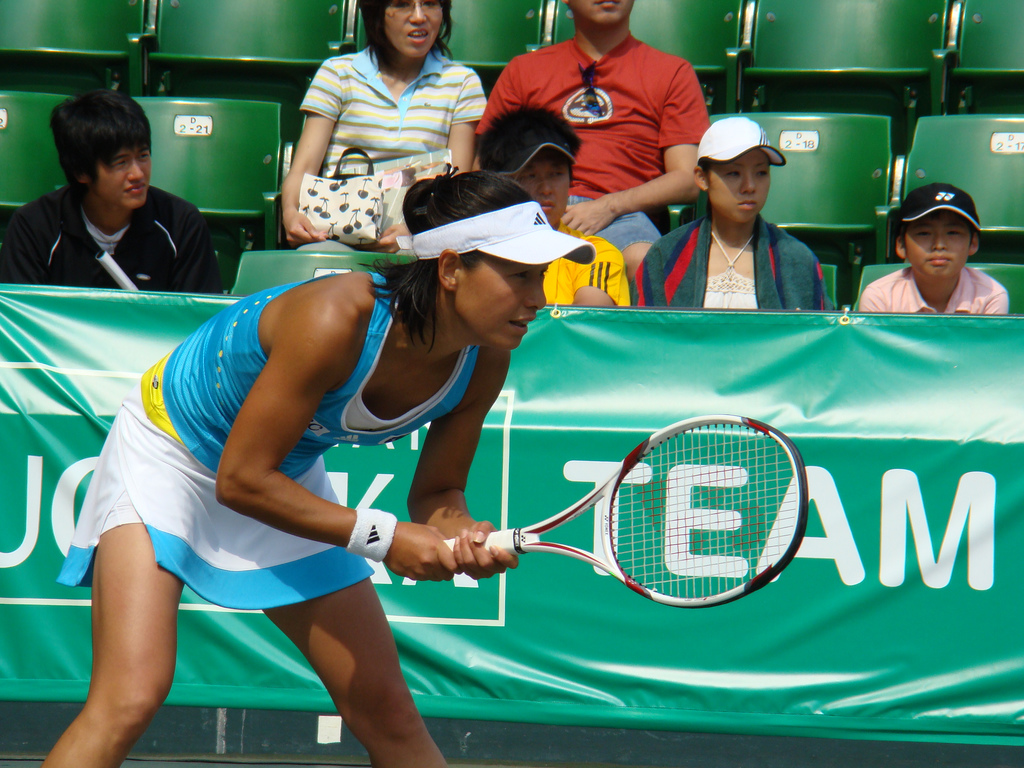
Date el 2008

Kimiko Date-Krumm va fer la seva primera aparició en dobles femenins en una pista de tennis el setembre de 2002, durant la Toyota Princess Cup. A principis de 2008, va participar en una exposició a Tòquio amb Martina Navrátilová i Steffi Graf (a qui va vèncer per 6-2, 6-3). Poc després, el 6 d'abril, va anunciar que tornava al circuit professional femení als 37 anys, dotze anys després de jubilar-se. Va arribar a la final del primer torneig ITF que va jugar (a l'abril a Gifu). El 15 de juny a Tòquio va vèncer a la final a la seva compatriota Shiho Akita, vint anys més jove. Finalment va acabar l'any 2008 198a a nivell mundial.

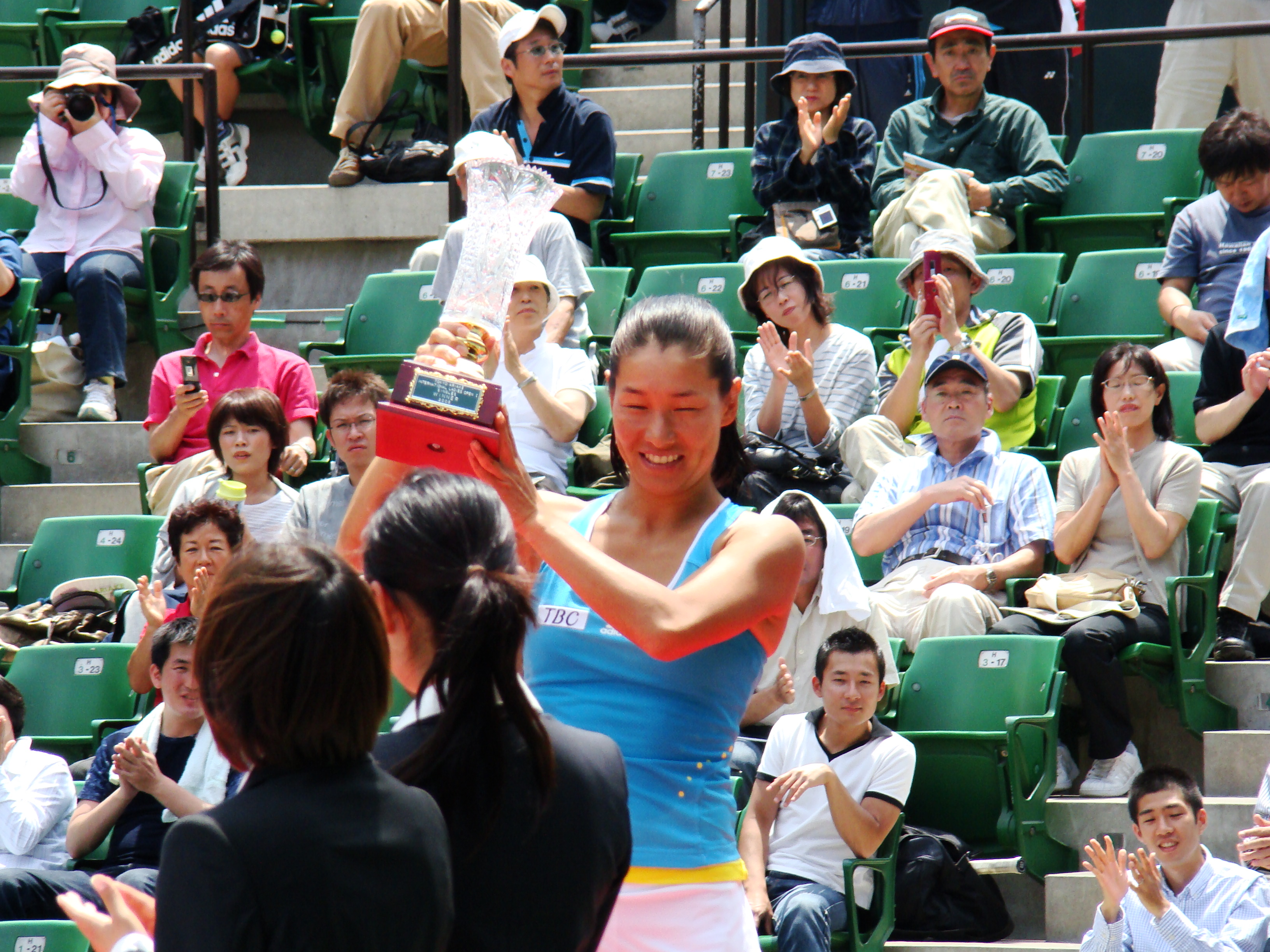
Date sostenint el trofeu al Tokyo International Ladies Open de 2008

El 2009 va guanyar el Korea Open de Seül i va esdevenir la segona tennista més gran en obtenir un títol de la WTA (des de l'estatunidenca Billie Jean King el 1983), 13 anys després d'haver guanyat l'Open dels Estats Units a San Diego el 1996. Aquell mateix any també va guanyar el Torneig de Montsó i el Dunlop World Challenge de la ITF.
L'any següent va obtenir la medalla de bronze a la Canton Asian Cup i va quedar finalista al Japan Women's Open Tennis de la WTA, mentre que el 2011 va guanyar el torneig Internationaux Féminins de la Vienne, a Poitiers, i de nou el Japan Women's Open, en dobles. Els anys següents va continuar assolint títols als circuits de la WTA (a l'E-Boks Open de 2012 i l'Open de Pattaya, el Whirlpool Monterrey Open i el Internationaux de Strasbourg, en dobles) i de la ITF (la Blossom Cup, a Quanzhou, el Kangaroo Cup International Ladies Open i el torneig de Dubai, tots tres el 2012).

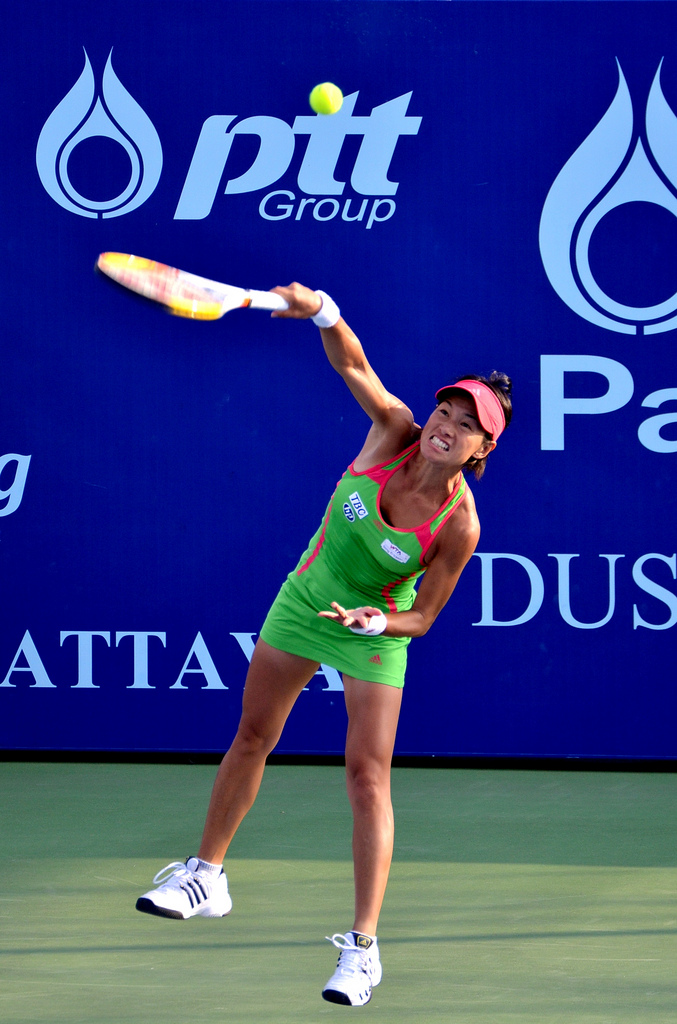
Date el 2011

## Finals de la gira WTA

### Singles: 15 (8 títols, 7 finals)
| Llegenda                                      |
| Tornejos del Grand Slam (0–0)                 |
| Tier I / Premier obligatori i Premier 5 (1–1) |
| Tier II / Premier (2–2)                       |
| Tier III, IV & V / Internacional (5–4)        |

| Resultat   | No. | Data             | Torneig                                          | Superfície      | Adversari               | Puntuació          |
| ---------- | --- | ---------------- | ------------------------------------------------ | --------------- | ----------------------- | ------------------ |
| Finalista  | 1.  | agost de 1991    | LA Women's Tennis Championships, Manhattan Beach | Pista dura      | Monica Seles            | 3–6, 2–6           |
| Guanyadora | 1.  | abril de 1992    | Japan Open Tennis Championships, Tòquio          | Pista dura      | Sabine Appelmans        | 7–5, 3–6, 6–3      |
| Finalista  | 2.  | febrer de 1993   | Asian Open, Osaka                                | Pista sintètica | Jana Novotná            | 3–6, 2–6           |
| Guanyadora | 2.  | abril de 1993    | Japan Open Tennis Championships, Tòquio          | Pista dura      | Stephanie Rottier       | 6–1, 6–3           |
| Finalista  | 3.  | setembre de 1993 | Nichirei International Championships, Tòquio     | Pista dura      | Amanda Coetzer          | 3–6, 2–6           |
| Guanyadora | 3.  | gener de 1994    | Medibank International Sydney, Austràlia         | Pista dura      | Mary Joe Fernández      | 6–4, 6–2           |
| Guanyadora | 4.  | abril de 1994    | Japan Open Tennis Championships, Tòquio          | Pista dura      | Amy Frazier             | 7–5, 6–0           |
| Guanyadora | 5.  | gener de 1995    | Toray Pan Pacific Open, Tòquio                   | Pista sintètica | Lindsay Davenport       | 6–1, 6–2           |
| Finalista  | 4.  | març de 1995     | Miami Open, Key Biscayne                         | Pista dura      | Steffi Graf             | 1–6, 4–6           |
| Finalista  | 5.  | abril de 1995    | Japan Open Tennis Championships, Tòquio          | Pista dura      | Amy Frazier             | 6–7(5–7), 5–7      |
| Finalista  | 6.  | maig de 1995     | Internationaux de Estrasburg, França             | Terra batuda    | Lindsay Davenport       | 6–3, 1–6, 2–6      |
| Guanyadora | 6.  | abril de 1996    | Japan Open Tennis Championships, Tòquio          | Pista dura      | Amy Frazier             | 6–4, 7–5           |
| Guanyadora | 7.  | agost de 1996    | Southern California Open, San Diego              | Pista dura      | Arantxa Sánchez Vicario | 3–6, 6–3, 6–0      |
| Guanyadora | 8.  | setembre de 2009 | Koera Open, Seül                                 | Pista dura      | Anabel Medina Garrigues | 6–3, 6–3           |
| Finalista  | 7.  | octubre de 2010  | Japan Women's Open Tennis, Osaka                 | Pista dura      | Tamarine Tanasugarn     | 5–7, 7–6(7–4), 1–6 |

### Dobles: 10 (6 títols, 4 finals)

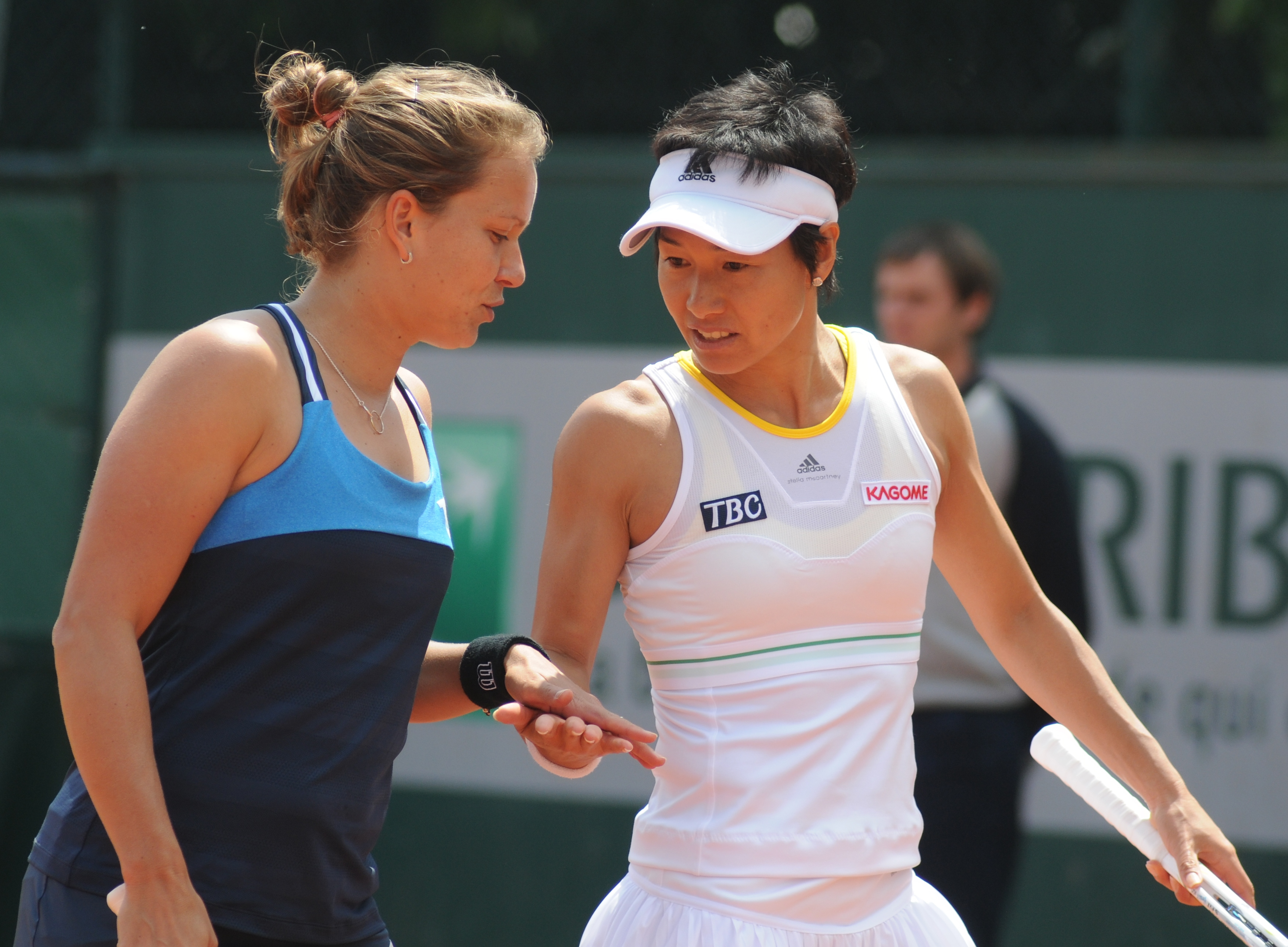
Date amb Barbora Záhlavová-Strýcová el 2014

| Llegenda                                       |
| Tornejos del Grand Slam (0–0)                  |
| Tier Jo / Premier obligatori i Premier 5 (0–0) |
| Tier II / Premier (0–0)                        |
| Tier III, IV & V / Internacional (6–4)         |

| Resultat   | No. | Data             | Torneig                                | Superfície   | Soci               | Adversaris                          | Puntuació               |
| ---------- | --- | ---------------- | -------------------------------------- | ------------ | ------------------ | ----------------------------------- | ----------------------- |
| Finalista  | 1.  | abril de 1992    | Tòquio, Japó                           | Pista dura   | Stephanie Rehe     | Amy Frazier Rika Hiraki             | 7–5, 6–7(5–7), 0–6      |
| Guanyadora | 1.  | abril de 1996    | Tòquio, Japó                           | Pista dura   | Ai Sugiyama        | Amy Frazier Kimberly Po             | 7–6(8–6), 6–7(6–8), 6–3 |
| Finalista  | 2.  | setembre de 2009 | Guangzhou, Xina                        | Pista dura   | Sun Tiantian       | Olga Govortsova Tatiana Poutchek    | 6–3, 2–6, [8–10]        |
| Guanyadora | 2.  | octubre de 2011  | Japan Women's Open Tennis, Osaka, Japó | Pista dura   | Zhang Shuai        | Vania King Iaroslava Xvédova        | 7–5, 3–6, [11–9]        |
| Finalista  | 3.  | febrer de 2012   | Abierto Monterrey, Mèxic               | Pista dura   | Zhang Shuai        | Sara Errani Roberta Vinci           | 2–6, 6–7(6–8)           |
| Guanyadora | 3.  | abril de 2012    | E-Boks Danish Open, Copenhaguen        | Pista dura   | Rika Fujiwara      | Sofia Arvidsson Kaia Kanepi         | 6–2, 4–6, [10–5]        |
| Finalista  | 4.  | octubre de 2012  | Japan Women's Open Tennis, Osaka, Japó | Pista dura   | Heather Watson     | Raquel Kops-Jones Abigail Spears    | 1–6, 4–6                |
| Guanyadora | 4.  | febrer de 2013   | PTT Pattaya Open, Tailàndia            | Pista dura   | Casey Dellacqua    | Akgul Amanmuradova Alexandra Panova | 6–3, 6–2                |
| Guanyadora | 5.  | abril de 2013    | Abierto Monterrey, Mèxic               | Pista dura   | Tímea Babos        | Eva Birnerová Tamarine Tanasugarn   | 6–1, 6–4                |
| Guanyadora | 6.  | maig de 2013     | Estrasburg, França                     | Terra batuda | Chanelle Scheepers | Cara Black Marina Erakovic          | 6–4, 3–6, [14–12]       |

## Finals del circuit de l'ITF
| Llegenda          |
| ----------------- |
| 100,000$ tornejos |
| 75,000$ tornejos  |
| 50,000$ tornejos  |
| 25,000$ tornejos  |
| 10,000$ tornejos  |

### Individuals: 19 (14–5)
| Resultat   | No. | Data                   | Torneig                                                 | Superfície      | Adversaris              | Puntuació     |
| ---------- | --- | ---------------------- | ------------------------------------------------------- | --------------- | ----------------------- | ------------- |
| Guanyadora | 1.  | 7 de novembre de 1988  | Matsuyama, Japó                                         | Pista dura      | Maya Kidowaki           | 6–3, 6–4      |
| Guanyadora | 2.  | 14 de novembre de 1988 | Kyoto, Japó                                             | Pista dura      | Maya Kidowaki           | 7–5, 4–6, 6–4 |
| Guanyadora | 3.  | 24 d'abril de 1989     | Sutton, Regne Unit                                      | Terra batuda    | Samantha Smith          | 6–2, 6–1      |
| Guanyadora | 4.  | 8 de maig de 1989      | Lee-on-the-Solent, Regne Unit                           | Terra batuda    | Andrea Noszály          | 6–4, 6–0      |
| Guanyadora | 5.  | 15 de maig de 1989     | Sutton, Regne Unit                                      | Terra batuda    | Caroline Vis            | 6–3, 6–0      |
| Finalista  | 1.  | 4 de maig de 2008      | Kangaroo Cup International Ladies Open, Gifu, Japó      | Pista sintètica | Tamarine Tanasugarn     | 6–4, 5–7, 2–6 |
| Guanyadora | 6.  | 15 de juny de 2008     | Tòquio, Japó                                            | Pista dura      | Shiho Akita             | 6–3, 6–2      |
| Guanyadora | 7.  | 20 de juliol de 2008   | Miyazaki, Japó                                          | Pista sintètica | Chae Kyung-yee          | 6–3, 6–2      |
| Guanyadora | 8.  | 5 d'agost de 2008      | Obihiro, Japó                                           | Pista sintètica | Suchanun Viratprasert   | 6–3, 7–6(7–5) |
| Guanyadora | 9.  | 11 d'abril de 2009     | Montsó, Espanya                                         | Pista dura      | Alexandra Dulgheru      | 7–5, 6–2      |
| Guanyadora | 10. | 19 de novembre de 2009 | Dunlop World Challenge, Japó                            | Pista sintètica | Bojana Jovanovski       | 7–5, 6–2      |
| Guanyadora | 11. | 30 d'octubre de 2011   | Internationaux Féminins de la Vienne, Poitiers, França  | Pista dura      | Elena Baltacha          | 7–6(7–3), 6–4 |
| Finalista  | 2.  | 6 de novembre de 2011  | OEC Taipei Ladies Open, Taiwan                          | Pista dura      | Ayumi Morita            | 2–6, 2–6      |
| Finalista  | 3.  | 22 de novembre de 2011 | Dunlop World Challenge, Japó                            | Pista dura      | Tamarine Tanasugarn     | 2–6, 5–7      |
| Guanyadora | 12. | 8 de gener de 2012     | Blossom Cup, Quanzhou                                   | Pista dura      | Tímea Babos             | 6–3, 6–3      |
| Guanyadora | 13. | 6 de maig de 2012      | Kangaroo Cup International Ladies Open, Gifu, Japó      | Pista dura      | Noppawan Lertcheewakarn | 6–1, 5–7, 6–3 |
| Finalista  | 4.  | 25 de novembre de 2012 | Dunlop World Challenge, Japó                            | Pista sintètica | Stefanie Vögele         | 6–7(3–7), 4–6 |
| Guanyadora | 14. | 1 de desembre de 2012  | Al Habtoor Tennis Challenge, Dubai, Emirats Àrabs Units | Pista dura      | Yulia Putintseva        | 6–1, 3–6, 6–4 |
| Finalista  | 5.  | 16 de novembre de 2014 | Al Habtoor Tennis Challenge, Dubai, Emirats Àrabs Units | Pista dura      | Alexandra Dulgheru      | 3–6, 4–6      |

### Dobles: 14 (7–7)
| Resultat  | No. | Data                   | Torneig                                            | Superfície      | Soci            | Adversaris                       | Puntuació           |
| --------- | --- | ---------------------- | -------------------------------------------------- | --------------- | --------------- | -------------------------------- | ------------------- |
| Guanyador | 1.  | 24 d'octubre de 1988   | Ibaraki, Japó                                      | Pista dura      | Yuko Hosoki     | Maya Kidowaki Paulette Moreno    | 6–4, 4–6, 9–7       |
| Finalista | 2.  | 31 d'octubre de 1988   | Saga, Japó                                         | Herba           | Yuko Hosoki     | Maya Kidowaki Naoko Sato         | 4–6, 5–7            |
| Guanyador | 3.  | 7 de novembre de 1988  | Matsuyama, Japó                                    | Pista dura      | Yuko Hosoki     | Yasuyo Kajita Maya Kidowaki      | 7–5, 3–6, 7–5       |
| Finalista | 4.  | 14 de novembre de 1988 | Kyoto, Japó                                        | Pista dura      | Yuko Hosoki     | Kazuko Ito Yasuyo Kajita         | 4–6, 5–7            |
| Guanyador | 5.  | 24 d'abril de 1989     | Sutton, Regne Unit                                 | Terra batuda    | Shiho Okada     | Aurelia Gheorghe Caroline Vis    | 6–3, 6–2            |
| Guanyador | 6.  | 15 de maig de 1989     | Queen's Club, Anglaterra                           | Terra batuda    | Shiho Okada     | Belinda Borneo Amy van Buuren    | 7–6(2), 6–3         |
| Guanyador | 7.  | 4 de maig de 2008      | Kangaroo Cup International Ladies Open, Gifu, Japó | Pista sintètica | Kurumi Nara     | Melanie South Nicole Thyssen     | 6–1, 6–7(8), [10–7] |
| Finalista | 8.  | 20 de juliol de 2008   | Miyazaki, Japó                                     | Pista sintètica | Tomoko Yonemura | Misaki Doi Kurumi Nara           | 6–4, 3–6, [7–10]    |
| Guanyador | 9.  | 27 d'octubre de 2008   | Tòquio, Japó                                       | Pista dura      | Rika Fujiwara   | Chan Chin-wei Chen Yi            | 7–5, 6–3            |
| Finalista | 10. | 24 de novembre de 2008 | Dunlop World Challenge, Japó                       | Pista sintètica | Han Xinyun      | Emma Laine Melanie South         | 1–6, 5–7            |
| Finalista | 11. | 17 de maig de 2009     | Sant-Gaudenç, França                               | Terra batuda    | Sun Tiantian    | Rika Fujiwara Chanelle Scheepers | 5–7, 4–6            |
| Finalista | 12. | 10 d'octubre de 2009   | Tòquio, Japó                                       | Pista dura      | Rika Fujiwara   | Chan Yung-jan Ayumi Morita       | 2–6, 4–6            |
| Guanyador | 13. | 30 de maig de 2011     | Nottingham, Regne Unit                             | Herba           | Zhang Shuai     | Raquel Kops-Jones Abigail Spears | 6–4, 7–6(7)         |
| Finalista | 14. | 7 de gener de 2012     | Guangzhou, Xina                                    | Pista dura      | Zhang Shuai     | Chan Hao-ching Rika Fujiwara     | 6–4, 4–6, [7–10]    |

## Premis i reconeixements
Al llarg de la seva carrera, Kimiko Date ha estat guardonada en diverses ocasions, especialment al seu país. Els premis relacionats amb la seva trajectòria esportiva són:
- 1994. Shiga Prefectural Sports Award; Tokyo Citizens' Honorary Award; Japan Professional Athletes Special Award; Japan Fair Play Award; Japan Tennis Association's Most Valuable Player Award
- 1995. Japan Professional Sports Award for Outstanding Performance
- 1996. Honorary Special Sports Award, Ajuntament de Kyoto
- 2001. Best Asian Female Player of the 20th Century
- 2008. Japan Professional Athletes Special Award
- 2009. Professional of the Year, Japan Professional Tennis Association
- 2010. ITF Heart Award; Most Impressive Athlete Award, Mainichi Sports Newspaper; Most Valuable Tennis Player, 60th Japan Sports Award
- 2013. Akebono Award, prefectua de Kyoto; International Brandlaureate Brand Personality Award